# Паламарчук, Лука Фомич
Лука́ Фоми́ч Паламарчу́к (укр. Лука Хомич Паламарчук; 6 (19) сентября 1906, село Троща, Винницкий уезд, Подольская губерния — 26 декабря 1985, Киев) — советский украинский журналист и дипломат. Чрезвычайный и полномочный посол.

## Биография
Член ВКП(б) (1928). Окончил исторический факультет Киевского университета (1949) и Высшую партийную школу при ЦК КП(б) Украины (1950).
- В 1929—1941 годах — работал журналистом, редактор газеты «Червоний кордон».
- В 1941—1942 годах — председатель радиокомитета при Совете народных комиссаров Украинской ССР.
- В 1943—1952 годах — ответственный редактор газеты «Советская Украина».
- В 1952—1954 годах — заместитель министра иностранных дел Украинской ССР.
- С 17 июня 1953 по 11 мая 1954 года — и. о. министра иностранных дел Украинской ССР.
- С 11 мая 1954 по 13 августа 1965 года — министр иностранных дел Украинской ССР.
- С 13 августа 1965 по 25 октября 1972 года — чрезвычайный и полномочный посол СССР в Марокко.

Кандидат в члены ЦК КП Украины (1956—1959, 1960—1966), депутат Верховного Совета УССР 2—6 созывов (1947—1967).

## Награды
- Орден Отечественной войны I степени
- 4 ордена Трудового Красного Знамени (в т. ч. 23 января .1948; 5 сентября 1956; 22 октября 1971)
- медали